# グラーフ・ツェッペリン (空母)
グラーフ・ツェッペリン（ドイツ語:Graf Zeppelin）は、ドイツ海軍 (Kriegsmarine) が建造していたグラーフ・ツェッペリン級航空母艦の1番艦である。艦名は、硬式飛行船を実用化したフェルディナント・フォン・ツェッペリン伯爵に由来する。

## 概要

### 建造

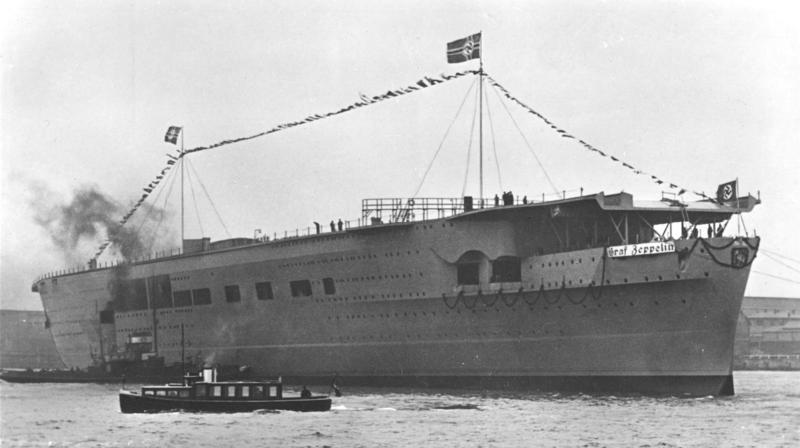
進水後のグラーフ・ツェッペリン

1930年代、権力を掌握したアドルフ・ヒトラーの指導下で、ドイツは再軍備を開始した。ドイツ海軍においては、ビスマルク級戦艦、Uボートと同時期に航空母艦の建造計画がスタートした。しかしドイツに空母の建造や運用経験はなかったため、1935年（昭和10年）にドイツ海軍は大日本帝国海軍に協力を依頼。日本海軍は空母「赤城」の設計図および同艦での訓練方法まで「すべての秘密を公開」し、ドイツ技術者・飛行将校の視察を許した。
これに対しドイツ側は、航空機の設計・軍艦の防御甲板・火薬他の秘密を日本側に譲渡した。これらは九九式艦上爆撃機や大和型戦艦建造用の機械・技術であった。
1935年（昭和10年）6月18日、イギリスとドイツは英独海軍協定 (Anglo-German Naval Agreement) を締結し、イギリスはドイツが3万8500トンの枠内で航空母艦を建造し、保有することを認めた。つまりドイツは19,000トン級空母2隻を保有できることになったのである。
これらドイツ側の諸事情により計画案作成に時間がかかり、ドイッチェ・ヴェルケ社での起工は1936年（昭和11年）12月になってしまった。設計に際しては、イギリス海軍の巡洋戦艦改造空母「フューリアス (HMS Furious, 47) 」および同盟国日本の空母「赤城」が参考にされている。「赤城」の図面のうち、実際に設計に反映されたのは、艦上機昇降用の中央エレベーターの部位と、対艦砲を多数搭載するという黎明期の空母の設計思想であった。ドイツの同盟国で唯一、大型の正規空母を建造・運用する日本に協力を依頼するのは自然であるが、「赤城」はもともとは天城型巡洋戦艦として建造された後、ワシントン海軍軍縮条約の影響で空母に改造された艦であるため、一から空母を設計・建造する際の参考とするのは非合理的であった。
以上の理由により、しばし言われる「グラーフ・ツェッペリンは赤城のコピー艦である。」という話は誇張であると言える。そもそも技術移転がされた当時の「赤城」は三段甲板空母であり、近代化改装前であった。一方の「グラーフ・ツェッペリン」は多段式空母ではない。ドイツ軍士官が来日して学んでいった「赤城の技術」は、運用技術・訓練法、艦載航空機、改善ポイントといった、すなわち当時日本が持っていた空母のノウハウと呼ぶべきものが大きい。
グラーフ・ツェッペリンは1938年（昭和13年）12月8日、キール造船所で進水した。公表された基準排水量は19,250トンであったが、実際には23,140トンに達していたという。搭載機の候補にあがっていたJu-87 シュトゥーカは、海上での運用を想定して改造が加えられ、1941年夏に完成した。
1940年半ばになると状況は劇的に変化し、北のノルウェーから、南はスペイン国境までの長大な海岸線を連合国軍の上陸から守る必要が生じた為、それまで本艦よりも優先順位の低かった沿岸要塞は突然最優先事項に浮上し、兵器、要員、そしてあらゆる種類の軍需品が迅速にこの分野に投入され、後に大西洋の壁と呼ばれる壮大な要塞線建設計画が立てられた。この為に海軍の艦艇建造計画は削減され、その資材は沿岸防衛要塞建設に投入される事となった。この段階で造船所の船台上にあったグラーフ・ツェッペリンの15cm主砲及び10.5cm高射砲は要塞や沿岸砲台に転用され、完成率90％前後に達していた本艦の艤装工事は1940年に中断された。尚、既にその段階で艦艇用サーチライトと数門の37mm対空砲は装備されていた。
結局、ドイツ海軍は空母で運用できるほどの艦上機（航空兵力）を養成しなかった。1939年10月の建造中断時点でJu87のC型（海軍型）は170機が製造中だったが、大部分は標準型（B-2規格）に再改造されて引き渡された。
本艦が建造中止になった頃、同盟国のイタリア王立海軍 (Regia Marina) は貨客船ローマを航空母艦へ改造する工事をおこなっており、「アキラ (Aquila) 」と命名していた。ドイツは「グラーフ・ツェッペリン」のカタパルトや一部の資材をイタリア海軍の空母に提供した。
本艦の工事は1942年（昭和17年）5月に再開された。Ju87 C-1型のテストも行われている。6月初旬のミッドウェー海戦で日本海軍は空母「赤城」を含む正規空母4隻を一挙に喪失、戦力回復のため「グラーフ・ツェッペリン」の購入を打診したが、極東への回航は不可能とされてドイツ海軍は拒否した。代艦として神戸港に係留されていた商船「シャルンホルスト」が売却され、大鷹型航空母艦「神鷹」となった。
その後「ツェッペリン」では燃料タンクの増設とバルジ装着などに手間取り、1943年1月のヒトラーによる大型艦建造中止命令およびエーリヒ・レーダー元帥の辞任により、工事は完全に中止された。搭載されていた15cm砲塔は、地上砲台としてノルウェーの沿岸防衛に転用された。9割ほど完成していた本艦は、バルト海沿岸のシュテティンに避難していたが、ソ連軍に接収されるのを恐れ、1945年4月25日に自沈した。

### 戦後
戦後、ドイツ海軍の解体の同意を得て、グラーフ・ツェッペリンは破壊された艦の含まれる「Cグループ」の1艦としてソ連海軍に割り当てられた。グラーフ・ツェッペリンはドイツの造船所で修理され、1947年2月3日には洋上基地(Плавучая база)に艦種変えされ、艦名もPB-101(ПБ-101)に改められた。
PB-101は、軍事造船科学調査研究所の管理下に置かれた。8月14日には、艦は浮揚されスヴィネミュンデまで曳航された。8月16日深夜、PB-101は試験のため洋上実験場まで曳航された。そこで、艦は甲板に爆撃と砲撃を受けた。8月17日には、PB-101は駆逐艦隊と魚雷艇隊の演習で標的となった。最終的に、PB-101は魚雷艇TK-420と駆逐艦スラーヴヌイの雷撃により沈没した。

## 略歴
- 1935年1月　第二次ロンドン軍縮会議予備交渉に滞欧中の山本五十六はベルリンに海軍統帥部長官のエーリヒ・レーダーを訪問。
- 1935年6月　英独海軍協定締結、ドイツは3万5000トンの空母建造枠を確保。
- 1935年1月末　駐日ドイツ大使館付海軍武官パウル・ヴェネッカー (Paul Wennecker) 中佐が「赤城」を見学[注釈 4]。
- 1935年9月から12月にかけドイツ調査団が来日。この際に「独国航空官及海軍士官ノ赤城見学ノ際見学許可並二説明標準」が準備され、情報提供の範囲が定められた。
- 1936年12月28日 キールのドイッチェ・ヴェルケ造船所(de)にて起工。
- 1938年12月8日 進水式。駐独日本大使館付海軍武官小島秀雄招待される。
- 1940年6月 建造の優先度が潜水艦増産のため低下し、建造中断。
- 1942年5月 工事が再開される。
- 1942年6月 日本海軍より、沈没した「赤城」の代艦として本艦の購入を打診されるが、拒否した。
- 1943年1月 大型艦建造の中止命令により工事中止。シュテティンへ避難。
- 1945年4月25日 ソ連軍に接収されることをおそれ自沈する。
- 1947年2月3日 戦後のドイツ軍解体に際し、ソ連軍に割り当てられる。
- 1947年8月17日 演習で浮揚標的として用いられ、沈没する。
- 2006年7月12日 ポーランドの石油資源探索会社によって、バルト海に沈んでいたところを発見される。

## 同型艦
- 空母「B」（ドイツ語版）（予定艦名はペーター・シュトラッサーだったとも）（未成艦）

## 登場作品
アニメ・漫画
『ジパング』
第11巻で登場。草加拓海の特命を受けた津田一馬（この時は偽名として田中英一を名乗っていた）と日本からの遣独団が、この空母の式典でヒトラーと面会する予定だった。ヒトラーが滞在中に反ヒトラー派ドイツ人将校が爆弾を使用して暗殺する計画だったが未然に発覚して大混乱となり、ケールシュタインハウスでの対談に変更。
『終末のイゼッタ』
劇中の敵であるゲルマニア帝国の空母として、本艦に似た空母「ドラッヘンフェルス」が登場。
小説
『紺碧の艦隊』
後世世界ではすでに完成しておりドイツ第三帝国の空母の1隻として登場。OVA版にも登場する。
『レッドサン ブラッククロス』
ドイツ海軍の空母の1隻として登場。第三次世界大戦にて主にインド洋での通商破壊を行う。
ゲーム
※タイトル五十音順
『アズールレーン』
2017年12月下旬のイベントで登場。鉄血陣営所属の航空母艦。声優は茅野愛衣、中国版では2022年7月28日より内山夕実。
『アビス・ホライズン』
声優は加隈亜衣。
『ヴェルヴェット・コード』
オルガ帝国所属の航空母艦。声優は真堂圭。
『艦隊これくしょん』
2015年11月のイベントで登場。Graf Zeppelin（グラーフ・ツェッペリン）の表記。声優は早見沙織、イラストは島田フミカネ。
『最終戦艦withラブリーガールズ』
声優は日本版は蒼木鞠子、中国版は佐藤亜美。
『ストライカーズ1945II』
第二次大戦直後の世界を舞台とするシューティングゲーム。「海ステージ」のボスとして出現する。ただし実物には無い砲塔が追加されているなど航空戦艦相当の戦闘力を有する上、艦橋を破壊すると奇抜な形態のロボットに変型するというゲームらしいSF的脚色が行われている。
『戦艦少女R』
改造により、装甲空母に艦種変更される。
『ソニックウィングス3』
シューティングゲーム。「ドイツ軍港ステージ」のボスとして出現する。艦載機としてトリープフリューゲルや複数の戦車を艦橋の内部に収納している。
『蒼藍の誓い ブルーオース』
2020年12月のイベントで登場。琥珀陣営所属の航空母艦。声優は森永千才。
『パズルガールズ』
声優は山田麻莉奈。
『ブラック・サージナイト』
黒鋒重工所属の航空母艦。声優は内田真礼。
『World of Warships』
Tir8ドイツ空母として本家に、blitzではTir7として共に登場。プレミアム艦艇

### 注
1. ↑  もっとも「フューリアス」および姉妹艦2隻（カレイジャス、グローリアス）もカレイジャス級巡洋戦艦から多段式空母となった改造艦である。イギリス海軍の空母「イーグル (HMS Eagle) 」、フランス海軍の空母「ベアルン (porte-avions Béarn) 」、アメリカ海軍のレキシントン級航空母艦など、当時の列強が保有していた大型空母は全て戦艦もしくは巡洋戦艦改造艦である。
2. ↑  （昭和14年1月18日）[4]〔 ドイツに最初の航空母艦生る　ヴェルサイユ條約を破棄した振興ドイツは溌剌たる意氣を以て國防の整備充實を急いでゐるが、かねてキール造船所で建造中であつた最初の航空母艦ツェッペリン伯爵號がヒットラー総統、ゲーリング空相等参列の下に晴れの進水式を行つた。装備速力ともに優秀を誇り歐州列強の新らしい脅威となつてゐる 〕
3. ↑  空母配属予定の第186空母飛行隊第4中隊（急降下爆撃中隊）は1938年12月から従来型シュトゥーカを使用して訓練を実施していた[6]。Ju87C型原型機は1939年3月と4月に飛行試験をおこない、同年夏に先行量産型10機が完成して飛行中隊に引き渡された[6]。
4. ↑  ヴェネッカー中佐は1933年10月1日～1937年7月30日までと、1940年3月1日～1945年5月7日まで二回に渉り、駐日ドイツ大使館付海軍武官に在職した。

## 文献
- アジア歴史資料センター（公式）
  - 『「写真週報 48号」(昭和14年1月18日号)「ドイツに最初の航空母艦生る」』。Ref.A06031064300。

- 相澤淳『海軍の選択 再考　真珠湾への道』中央公論新社、2002年12月。ISBN 4-12-003304-X。
- 「幻の航空母艦　主力空母の陰に隠れた異色の艦艇」(光人社)
- 「ドイツ海軍入門　大英帝国に対抗する異色の戦力」(光人社)
- 「ドイツの火砲　制圧兵器の徹底研究」(光人社)
- 小島秀雄『ドイツ在勤武官の回想』原書房、1985年
- アレックス・バナグス-バギンスキス　ALEX VANAGS-BAGINSKIS、横森周信(訳)、渡辺利久(イラスト)『Ju 87　STUKA　Ju87シュツーカ』株式会社造形者ジャパン(原著作権所有者)、株式会社河出書房新社〈世界の偉大な戦闘機(8)〉、1983年6月。
- 福井静夫 著、阿部安雄、戸高一成 編『新装版　福井静夫著作集 ― 軍艦七十五年回想第三巻 世界空母物語』光人社、2008年8月。ISBN 978-4-7698-1393-4。
- 防衛庁防衛研修所戦史室『戦史叢書　大本營海軍部・聯合艦隊(1)　―開戦まで―』 第91巻、朝雲新聞社、1975年12月。
- Burke, Stephen, 'Without wings, the story of Hitler's aircraft carrier' (Trafford publishing ISBN 1425122167, Sept 07 ) http://www.withoutwingsonline.co.uk